# Chlorida fasciata
Chlorida fasciata är en skalbaggsart som beskrevs av Bates 1870. Chlorida fasciata ingår i släktet Chlorida och familjen långhorningar. Inga underarter finns listade i Catalogue of Life.